# الشبيكية (القصيم)
الشبيكية مركز يقع جنوب غرب منطقة القصيم، ويبعد عن إمارة منطقة القصيم بريدة 178 كم. ويرتبط إدارياً وتنظيمياً بمدينة بريدة نشأت عام 1334هـ الموافق 1915م، من بلَدان منطقة نجد استوطن أرض الشبيكية جماعة الأمير هندي بن ناهس الذويبي (أحد زعماء الإخوان من طاع الله) وهم قبائل بني عمرو بعدما هجروا حياة البادية واستقروا بها، وتعد من أبرز معاقل الإخوان آنذاك وكان يخرج منها أيام فتوحات الملك عبدالعزيز ال سعود حوال الألف مقاتل. وهي ما بين جبل سواج وجبل امره ويحدها من الشمال عرق النفود المعروف بالنفيد ويقع بجوارها الجبل المشهور«سواج» المترامي في انباع المياه والاشجار وكان سواج المذكور حمى لصحابي خالد بن الوليد وفيه آثار قديمة ومن المسميات الأثرية الواقعة بجبل سواج مورد الحار وهو من موارد البادية قديماً وعدوريك الطرفاوي، ومن الآثار حجية بني هلال قديماً وكانت قافلة الحجيج من زبيدة. تعبر من الشبيكية وأراضيها قابلة للزراعة والرعي وتعتبر مدينة سياحية لما فيها من أشجار ووديان وجبال.

## تاريخها
مدينة الشبيكية. مشهورة بمنطقة نجد منذ قديم الزمان وكانت تنطلق منها رايات التوحيد، أسسها الإخوان من بني عمرو جماعة الأمير هندي بن ناهس الذويبي كان من قادات جيوش الإخوان بجانب الملك عبدالعزيز ال سعود تأسست الشبيكية عام 1333هـ 1914م وتقع شرق جبل سواج وهي الآن محافظة عامرة، كما ذكرها العبودي في معجم بلاد القصيم. وكان يطلق عليها فالسابق الجفرة، واطلق عليها الشبيكية سميت بهذا الاسم نسبة إلى سلسلة الجبال اللتي تشبك عليها مثل جبل سواج، جحيضة، العميد، ام الحمام، الربوض، جبل النايع، النويع، الحار، المداري، والعديد من الجبال والضلعان ويمر بها بعض الحجاج والمعتمرين لسلوك الطريق المؤدي إلى ضرية ثم عفيف ثم إلى مكة المكرمة حيث تم افتتاح هذا الطريق في عام 1432هـ

## جبال سواج
جبل سواج يقع غرب منطقة القصيم في الشبيكية.وهو جبل مشهور فتاريخ والكتب والمراجع التاريخية.جبال سواج هو أحد الجبال الشهيرة بمنطقة القصيم، وشبة الجزيرة العربية ويرتفع عن مستوى سطح البحر (1254) متراً يقع بين خطي عرض "42.85 11 25" وطول "00 16 43"، ويحد الجبل من الجهة الشمالية: جبلا جبل النايعوالنويع، وجبال المداري ومن الجنوب: جبل لعيبية، وجبل جضالا، وبئر وريك، ومن الشرق: مدينة الشبيكية، ومركز الروضتين، وجبل المصعوكة، ومن الغرب: هجرة فياضة سواج، ونفود الفنيدة، وأبرق العمّالة.ويمر بجانب «جبل سواج» بعض الأودية والشعاب منها من الشمال: شعيب فياضة، وشعيب النويع، ومن الجنوب شعيب مبهل المشهور، ومن الشرق شعيب مباري، وشعيب مديسيس، وشعيب أبو نخلة، ومن الغرب: شعيب فياضة، وشعيب مبهل ويمر طريق حاج البصرة إلى مكة المكرمة أسفل الجهة.الجنوبية الشرقية من جبل سواج، ويوجد متعشى هناك للحجاج يسمى [متعشى الرائغة] بينه وبين جبل الدوديات.

## أمرائها أسرة الذوبة
(أسرة الذويبي) أمراء بنو عمرو من حرب، تأسست الشبيكية عام 1333هـ وأول من تولى امارتها لمدة 54عاما هو الأمير هندي بن ناهس الذويبي من مواليد 1318هـ الموافق عام 1900م أمير شمل قبائل بني عمرو وابن الأمير المعروف الفارس ناهس الذويبي والأمير هندي من أشهر امراء قبيلة حرب وشيوخ وفرسان الجزيرة العربية، وكان له دور بارز مع الملك عبد العزيز في معركة السبلة، وأول من شاركه معه وشارك في السبلة بأكثر قوة مشاركة في المعركة من ناحية عدد الرجال والفرسان البالغ عددهم ب 706.[بحاجة لمصدر] وشارك في عديد من الفتوحات لتوحيد المملكة، وتوفي وهو يبلغ من العمر69 عاماً عام 1387هـ، تولى إمارة الشبيكية بعده ومشيخة القبيلة ابنه الأمير متعب بن هندي الذويبي إلى عام 1426هـوكان من أعلام قبيلة حرب، بعد وفاته أصبح أمير الشبيكية هو ابنه الأمير نواف بن متعب بن هندي الذويبي إلى عام 1432هـ، وبعد وفاته تولى الإمارة ابنه الأكبر الأمير تركي بن نواف بن متعب الذويبي إلىً الآن.

## المراكز والهجر
عدد توابعها 44 قرية وهجره، عدد سكانها وتوابعها يتجاوز 25 آلف نسمة، ويتبع لها على سبيل المثال الروضتين، أم ركب، مبهل، أم غلس، الحمادية، الشايدية، بقيعاء الشمالية، بقيعاء الجنوبية، الشقران، فياضة سواج ٫الدحلة، الحجرة، العليا، الابرق، ابو نخلة، الشفاء...

## السكان
يبلغ عدد سكان الشبيكية 12.000 نسمة داخل الشبيكية. وخارجها مع المراكز والقرى يبلغ 25.000 نسمة وسكانها هم قبائل بني عمرو وهم الذوبة والصلاح والبدارين والحوامضة والمواعزه والفواويز والشعافين والغيادين والاشدة والمشاعلة وغيرهم

## الموقع الجغرافي
غرب جنوب منطقة القصيم وتبعد عن مدينة بريدة 178 كم.وعن محافظة الرس 80 كم. وتبعد عن محافظة عنيزة 123 كم. وعن العاصمة الرياض 510 كم.

## المناخ
المناخ قاري صحراوي، حار جاف صيفًا بارد مُمطر شتاء، وتبلغ درجة الحرارة صيفًا 45°م، وفي الشتاء تصل 3- مادون الصفر ومتوسط سقوط المطر 145 ملم.